# Арба (коммуна)
Арба (итал. Arba) — коммуна в Италии, располагается в регионе Фриули-Венеция-Джулия, в провинции Порденоне.
Население составляет 1332 человека (2008 г.), плотность населения составляет 88 чел./км². Занимает площадь 15 км². Почтовый индекс — 33090. Телефонный код — 0427.
Покровителем коммуны почитается Архангел Михаил, празднование 29 сентября.

## Демография
Динамика населения:

## Администрация коммуны
- Официальный сайт: http://www.comunearba.it/